# Powiat Mogami
Powiat Mogami (jap. 最上郡 Mogami-gun) – powiat w Japonii, w prefekturze Yamagata. W 2024 roku liczył 33 539 mieszkańców.

## Miejscowości
- Funagata
- Kaneyama
- Mamurogawa
- Mogami
- Ōkura
- Sakegawa
- Tozawa